# Vlajkovci
Vlajkovci (en serbe cyrillique : Влајковци) est un village de Serbie situé dans la municipalité de Brus, district de Rasina. Au recensement de 2011, il comptait 397 habitants.

## Démographie
| 1948 | 1953 | 1961 | 1971 | 1981 | 1991 | 2002 | 2011 |
| ---- | ---- | ---- | ---- | ---- | ---- | ---- | ---- |
| 533  | 545  | 535  | 503  | 472  | 468  | 437  | 397  |

|  |